# Джеферсън (окръг, Колорадо)
Вижте пояснителната страница за други населени места с името Джеферсън.
Окръг Джеферсън (на английски: Jefferson County) е окръг в щата Колорадо, Съединени американски щати. Площта му е 2015 km², а населението - 574 613 души (2017). Административен център е град Голдън.

## Градове
- Еджуотър